# Louis Bolk
Lodewijk 'Louis' Bolk (Overschie, 10 dicembre 1866 – Amsterdam, 17 giugno 1930) è stato un anatomista olandese.
Professore di anatomia all'Università di Amsterdam: è noto soprattutto per le sue teorie antropologiche (teoria della "fetalizzazione" , neotenia nell'uomo) derivate dallo studio dell'anatomia dei primati.

## Opere principali
- Die Ontogenie der Primatenzahne, Jena : Gustav Fischer, 1913
- Die Morphogenie der Primatenzahne, Jena, Gustav Fischer, 1914
- Das Problem der Menschwerdung, Jena, Gustav Fischer, 1926, edizione italiana Il problema dell'ominazione, DeriveApprodi (2006). ISBN 978-88-88738-93-2